# Revolution 2020
Revolution 2020 è stato un evento in pay-per-view di wrestling prodotto dalla All Elite Wrestling, svoltosi il 29 febbraio 2020 alla Wintrust Arena di Chicago.

## Risultati
| #     | Match                                                                                               | Stipulazione                                         | Durata |
| ----- | --------------------------------------------------------------------------------------------------- | ---------------------------------------------------- | ------ |
| BuyIn | Britt Baker e Penelope Ford (con Kip Sabian) hanno sconfitto Riho e Yuka Sakazaki per sottomissione | Tag team match                                       | 8:10   |
| BuyIn | The Dark Order hanno sconfitto i SoCal Uncensored (Frankie Kazarian e Scorpio Sky)                  | Tag team match                                       | 9:25   |
| 1     | Jake Hager ha sconfitto Dustin Rhodes                                                               | Single match                                         | 14:44  |
| 2     | Darby Allin ha sconfitto Sammy Guevara                                                              | Single match                                         | 05:00  |
| 3     | Kenny Omega e Adam Page (c) hanno sconfitto The Young Bucks                                         | Tag team match per l'AEW World Tag Team Championship | 30:06  |
| 4     | Nyla Rose (c) ha sconfitto Kris Statlander                                                          | Single match per l'AEW Women's World Championship    | 12:49  |
| 5     | MJF (con Wardlow) ha sconfitto Cody (con Arn Anderson)                                              | Single match                                         | 24:39  |
| 6     | Pac ha sconfitto Orange Cassidy                                                                     | Single match                                         | 13:02  |
| 7     | Jon Moxley ha sconfitto Chris Jericho (c) (con Santana & Ortiz)                                     | Single match per l'AEW World Championship            | 22:21  |